# アカソデボウシインコ
アカソデボウシインコ（Amazona pretrei）は、オウム目インコ科に分類される鳥類。

## 分布
ブラジル（リオグランデ・ド・スル州）

## 形態
全長32cm。尾羽は短い。全身は羽毛の外縁（羽縁）が暗色な緑色の羽毛で被われる。顔や腿は赤い羽毛で被われる。尾羽の色彩は緑色で、先端は黄緑色。外側尾羽のうち外側から3枚までの羽軸の内側（内弁）基部には赤い斑紋が入る。翼は緑色で、初列雨覆や赤い人間でいう手首（翼角）を被う翼の色彩は赤い。風切羽先端は青紫色。
虹彩はオレンジ色。嘴の色彩は黄白色で、上嘴基部の色彩はオレンジがかる。後肢の色彩は灰褐色。
メスは初列雨覆や翼角の赤色部が淡赤色。

## 生態
主に標高300-1,000mにあるパラナマツからなる森林（北部個体群）や河畔林（南部個体群）に生息する。季節によってはマキ科からなる森林へ移動する。非繁殖期には30-50羽からなる群れを形成する。
食性は植物食で、果実、種子などを食べる。
繁殖形態は卵生。9-翌1月に地表から平均6.5mの高さにある樹洞に、1回に2-4個の卵を産む。飼育下での抱卵期間は26-27日。雛は50日以上で巣立つ。

## 人間との関係
開発による生息地の破壊、食用やペット用の乱獲などにより生息数は激減している。以前はアルゼンチンやパラグアイ東部にも分布していたが、生息地が消失したためまれにしか確認されない。1994年における生息数は10,000羽、1996年における生息数は12,600羽、1997年における生息数は13,600羽と推定されている。